# 彼らが本気で編むときは、
『彼らが本気で編むときは、』（かれらがほんきであむときは、英題：Close-Knit）は、2017年2月25日公開の荻上直子監督、生田斗真主演の日本映画。

## 概要
前作『レンタネコ』から5年ぶりとなる荻上直子監督オリジナル脚本作品。テーマはLGBTと家族の在り方（差別や育児放棄を含む社会問題）。モチーフは編み物。主演の生田がトランスジェンダー女性を演じている。また、2016年11月に死去したりりィの遺作となった。
トランスジェンダーの真境名ナツキの母親が、我が子に「ニセ乳」を作ったというエピソードが載った新聞記事に着想を得た荻上が、母親に取材をしたのが映画制作のきっかけである。2016年3月11日クランクイン。
文部科学省選定作品（少年向き・青年向き・成人向き）。日本国内で初めて「パートナーシップ証明書」を導入した東京都渋谷区、および渋谷区教育委員会が初の推奨作品に選定した。
第67回ベルリン国際映画祭・パノラマ部門正式出品、ジェネレーション部門特別上映作品。ベルリン国際映画祭で日本映画初のテディ審査員特別賞と観客賞（2nd place）をダブル受賞した。
全国154スクリーンで公開され、2017年2月24日、25日のぴあ映画初日満足度ランキングで1位を獲得。2017年2月25日 - 3月3日の週間映画ランキング（興行通信社調べ）で初登場8位にランクインした。

## あらすじ
母親が家を出てしまい置き去りにされた11歳のトモが、おじのマキオの家を訪ねると、彼は恋人リンコと生活していた。トランスジェンダーのリンコは、トモにおいしい手料理をふるまい優しく接する。母以上に自分に愛情を注ぎ、家庭の温もりを与えてくれるリンコに困惑するトモだったが……。
トモには同性愛に悩む男子の友達・カイがいて、クラスでいじめに合っている。トモは最初リンコに対して抵抗を示したが、その優しさ、本当の母性に触れて打ち解け、家族の一員になっていく。と共に同性愛のカイも受け入れていく。
マキオの母親は認知症で施設に入っていて、その介護担当がリンコだったことから結ばれたもので、その優しさと美しさは性を超越して一目惚れしたという。
リンコは戸籍を女性に変えて結婚をし、トモを養子に迎えることを望んでいて、男根を模した謎の編み物を作り、108個の煩悩の数作ったら燃やして供養するという。
ところがある日突然、トモの母・ヒロミが現れてトモを引き取りたいと言い、それぞれの本音がぶつかり合う。結局、トモは実の母親を選び、別れを惜しみながらリンコたちの元を去るが、二人からのプレゼントを開けてみると、リンコが編んだ毛糸のオッパイだった。

## キャスト
リンコ - 生田斗真（中学生時代：髙橋楓翔）
トランスジェンダーの介護士。
小川マキオ - 桐谷健太
リンコの恋人。
小川トモ - 柿原りんか
マキオの姪。
小川ヒロミ - ミムラ
トモの母。マキオの姉。
ナオミ - 小池栄子
カイの母。
佑香 - 門脇麦
リンコの同僚。
ヨシオ - 柏原収史
フミコの再婚相手。
カイ - 込江海翔
トモの同級生。
小川サユリ - りりィ
マキオとヒロミの母。
フミコ - 田中美佐子
リンコの母。
金井 - 江口のりこ
児童相談所職員。
斉藤 - 品川徹
老人ホーム入居者。

## スタッフ
- 監督・脚本 - 荻上直子
- 企画・プロデュース - 木幡久美、天野真弓
- プロデューサー - 高木徳昭、五十嵐真志、石黒研三
- 撮影 - 柴崎幸三
- 照明 - 上田なりゆき
- 美術 - 富田麻友美
- 録音 - 瀬川徹夫
- 編集 - 普嶋信一
- スタイリスト - 堀越絹衣
- フードスタイリスト - 飯島奈美
- 音楽 - 江藤直子
- イメージソング - ゴスペラーズ「True Colors」（キューンミュージック）
- 助成 - 文化庁文化芸術振興費補助金
- 配給 - スールキートス
- 制作プロダクション - パラダイス・カフェ
- 製作 - 「彼らが本気で編むときは、」製作委員会（電通、ジェイ・ストーム、パルコ、ソニー・ミュージックエンタテインメント、パラダイス・カフェ）

## 受賞
- 第67回ベルリン国際映画祭（2017年）
  - テディ賞 - 審査員特別賞
  - 観客賞（2nd place）
- 第16回ニューヨーク・アジア映画祭（英語版）（2017年）
  - 観客賞
- 第12回KINOTAYO現代日本映画祭（2017年）
  - ソレイユ・ドール 観客賞（グランプリ）
- ウーディネ極東映画祭
  - 観客賞（ゴールデン・マルベリー）（『彼らが本気で編むときは、』、2017年）
- 第91回キネマ旬報ベスト・テン[15]
  - 日本映画ベスト・テン第10位
  - 読者選出日本映画ベスト・テン第6位

## 関連商品
Blu-ray / DVD

ノベライズ
- 彼らが本気で編むときは、（2017年1月18日発売、PARCO出版、ISBN 978-4865062038）原作：荻上直子、ノベライズ：百瀬しのぶ、絵：今日マチ子 

サウンドトラック
- 映画「彼らが本気で編むときは、」サウンドトラック（2017年2月15日発売、Sony Music Marketing Inc.）※音楽配信